# Paracheilinus walton
Paracheilinus walton är en fiskart som beskrevs av Allen och Erdmann 2006. Paracheilinus walton ingår i släktet Paracheilinus och familjen läppfiskar. IUCN kategoriserar arten globalt som livskraftig. Inga underarter finns listade i Catalogue of Life.